# Carabinier (1908)
Carabinier – francuski niszczyciel z okresu I wojny światowej. Jednostka typu Spahi. Okręt wyposażony w cztery kotły parowe opalane węglem (zapas paliwa 95 t) i dwie maszyny parowe. W czasie I wojny światowej operował na Morzu Śródziemnym. 13 listopada 1918 roku wszedł na mieliznę w pobliżu Latakii. Dwa dni później po ostrzelaniu przez Turków zatopiony przez własną załogę.